# آپادی
آپادی (سانسکریت: उपाधि) اصطلاحی در فلسفه هندو به معنای «تحمیل» یا «محدودیت» است.

## آپادی
جیوا در اصل همان آتمان است و فقط محدودیت‌های جسم و نفس و ذهن (Upadhi) است که آنرا جدا از اصل خویش می‌نمایاند و واحدی مستقل جلوه می‌دهد.
برداشته شدن این تعینات جسمانی، دستیابی به موکشا، را تحقق می‌بخشد.